# 黄烛衣目
黄烛衣目也称黄茶渍目，为黄烛衣纲的一目真菌。

## 下属分类
- 黄烛衣科 Candelariaceae
- Pycnoraceae